# یاسواکی اوشیما
یاسواکی اوشیما (انگلیسی: Yasuaki Oshima؛ زادهٔ ۱ سپتامبر ۱۹۸۱) بازیکن فوتبال اهل ژاپن است.
از باشگاه‌هایی که در آن بازی کرده‌است می‌توان به باشگاه فوتبال ویسل کوبه اشاره کرد.